# Lohnsfeld
Lohnsfeld là một đô thị thuộc thuộc huyện Donnersberg, Đức. Đô thị Lohnsfeld có diện tích 6,9 km², dân số thời điểm ngày 31 tháng 12 năm 2006 là 993 người.